# Варламово (Челябинская область)
Варла́мово — село в Чебаркульском районе Челябинской области.

## История
Основано в 1752 году как Верхнеувельская слобода на отводных землях Коелгинской крепости. Нынешнее название получило по имени своего основателя — первопоселенца Варлаама Красильникова. В 1755 году была построена первая деревянная церковь, названная Богоявленской. Впоследствии на территории слободы была построена Верхне-Увельская крепость, относящаяся к защитным сооружениям Сибирского тракта. 
В августе 1770 года, путешествуя по Уралу, в Варламово приехала большая экспедиция во главе с академиком П. С. Палласом. В своём труде «Путешествия по разным провинциям Российской империи» он подробно описал Варламовский бор, который в настоящее время является памятником природы.
21 мая 1774 года, после поражения у Троицкой крепости, Варламово посещает Емельян Пугачев, войска которого впоследствии сойдутся в битве с отрядом, которым командовал подполковник И.И. Михельсон в окрестностях села.
В 1840 году всё население Варламово было зачислено в казачье сословие Оренбургского казачьего войска. В 1861 году Варламово стало казачьей станицей с довольно зажиточным населением, основными занятиями которого были хлебопашество, скотоводство и огородничество. Варламовские казаки принимали участие во многих военных компаниях. В годы Отечественной войны 1812 года одиннадцать казаков села участвовали в Бородинском сражении. В 1851-1855 годах завершается строительство каменной Воскресенской церкви. К концу XIX века в Варламово действовали две школы и гончарный завод братьев Козыревых.
В 1918 году группа солдат Сибирского полка установила в Варламово советскую власть. Был создан поселковый военно-революционный комитет. В мае того же года, вследствие поражения «красных» в Челябинске, местные казаки устроили переворот и удерживали Варламово под своим контролем вплоть до июля 1919 года, когда в село вернулись большевики.
В разные годы в селе действовал химлесхоз по сбору живицы, швейная, гончарная и сапожная мастерские, цех по выделке кож. В 1922 году построена школа. В 1940-е закрыта поселковая Воскресенская церковь, в которой в годы Великой Отечественной войны был создан завод по производству спирта. В 1956 году здание бывшей церкви было окончательно разрушено.

## Население
В 1877 году в Варламово проживало 1731 человек. В 1900 уже 2280 человек.
| 1970 | 2002  | 2010  |
| ---- | ----- | ----- |
| 2082 | ↘2026 | ↗2106 |

## Известные люди

### В селе родились
- Сейфуллина, Лидия Николаевна (1889—1954) — русская советская писательница и педагог, общественный деятель; член правления Союза писателей СССР (с 1934 года).
- Кочетков, Михаил Иванович (1910—2000) — советский офицер-политработник морской пехоты, участник советско-японской войны, Герой Советского Союза (24.09.1945), полковник.
- Чемпалов, Иван Никанорович (1913—2008) — доктор исторических наук, почётный профессор-консультант Уральского государственного университета им. А. М. Горького, организатор школы уральских историков-новистов и -международников.